# Koekeroekus
Koekeroekus (Engels: Pigwidgeon) is de uil van Ron Wemel, een personage uit de boekenserie Harry Potter, van J.K. Rowling. In de boeken wordt het uiltje beschreven als een klein, druk kwetterend rond beestje, met een dikke grijze vacht.
In het derde deel van de Harry Potter-serie wordt Ron meegenomen door een grote zwarte hond, die naar later blijkt de faunaat Sirius Zwarts is, Harry's peetoom. Zwarts wil Rons rat, Schurfie, hebben omdat hij beweert dat die ook een faunaat is. Uiteindelijk heeft hij gelijk, Schurfie blijkt de faunaatvorm van een oude schoolvriend, Peter Pippeling, te zijn. Pippeling is een Dooddoener.
Ze nemen hem gevangen, maar Pippeling (alias Schurfie) ontsnapt. Ron is hierdoor dus zijn huisdier kwijtgeraakt. Ondanks het feit dat hij altijd wat aan te merken had op Schurfie was hij toch erg op hem gesteld.

## Het nieuwe huisdier
Als Harry, Ron en Hermelien Griffel in de Zweinsteinexpres zitten terug naar Londen, vliegt er opeens een klein uiltje naast hun raam met een grote brief aan zijn poot. Harry laat het binnen, en pakt de brief. Het is een brief van Sirius Zwarts. In de brief staat dat dit de enige uil was die Sirius kon vinden om de brief mee te versturen, en dat Ron hem wel mag houden als huisdier, omdat zijn rat nu weg is.
Ron vraagt voor de zekerheid eerst aan Knikkebeen of het wel echt een uil is. Die begint echter vrolijk te spinnen zodat Ron weet dat het geen faunaat is maar een echte uil. Ron besluit het uiltje te houden en is blij met zijn nieuwe huisdier.
De hele terugreis zit het uiltje te kwetteren, tot grote afschuw van Hedwig, die het kleine beestje niet kan uitstaan.

## De naam "Koekeroekus"
Ron weet geen naam voor zijn uil maar zijn zus Ginny noemt het beestje al vanaf het begin Koekeroekus. De uil is er zo aan gewend, dat hij nergens anders naar luistert, tot grote ergernis van Ron zelf. Omdat hij de naam van de uil net zo irritant vindt als de uil zelf (hij wordt gek van dat eeuwige gekwetter, zegt hij) besluit hij om hem maar Koe te noemen.